# Horacio Casarín
Horacio Casarín Garcilazo (Cidade do México, 25 de maio de 1918 - 10 de abril de 2005) foi um futebolista e treinador mexicano que atuava como atacante.
Horacio Casarín fez parte do elenco da Seleção Mexicana de Futebol, na Copa de 1950, como capitão da equipe.